# 多斯帕特峰

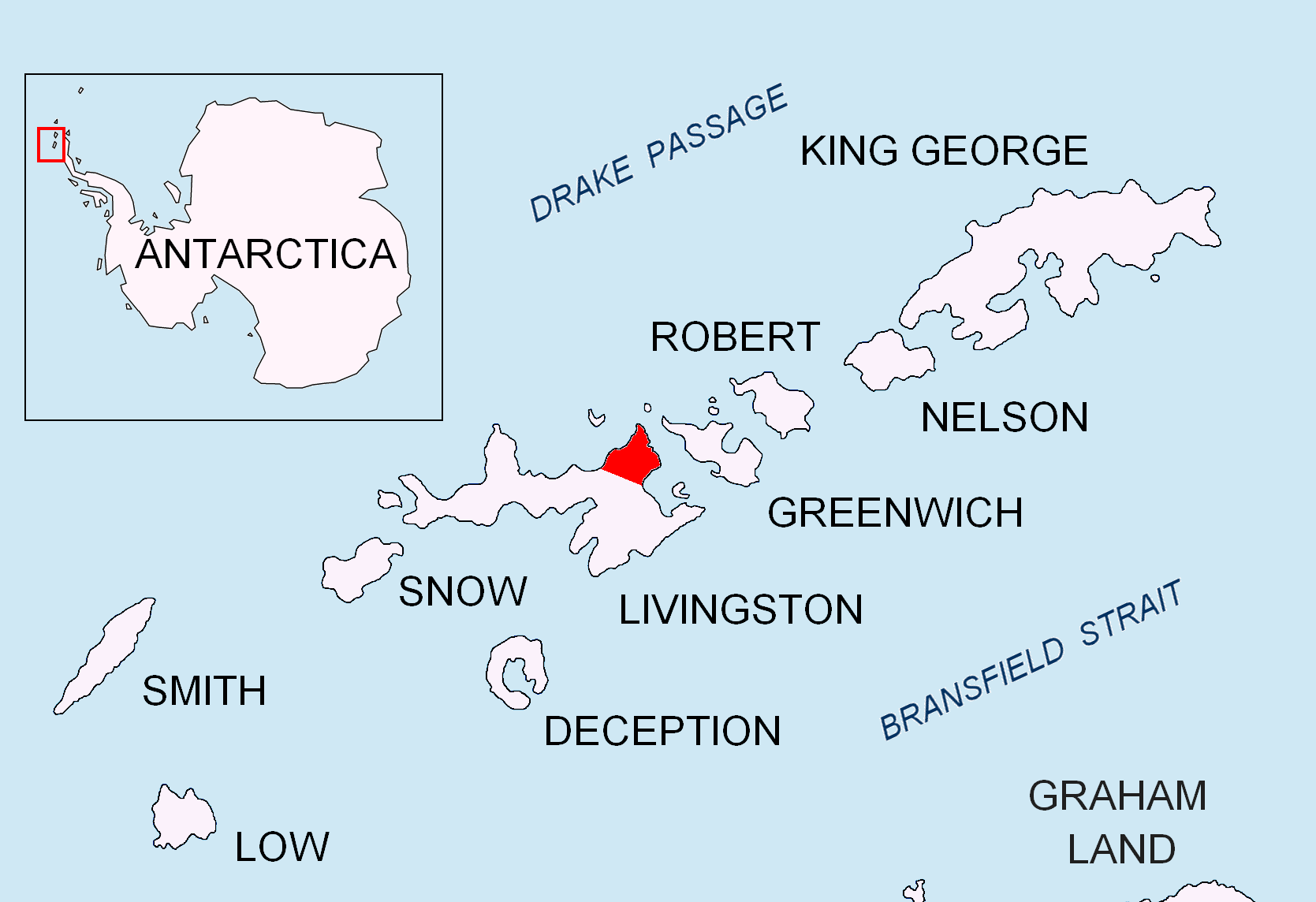

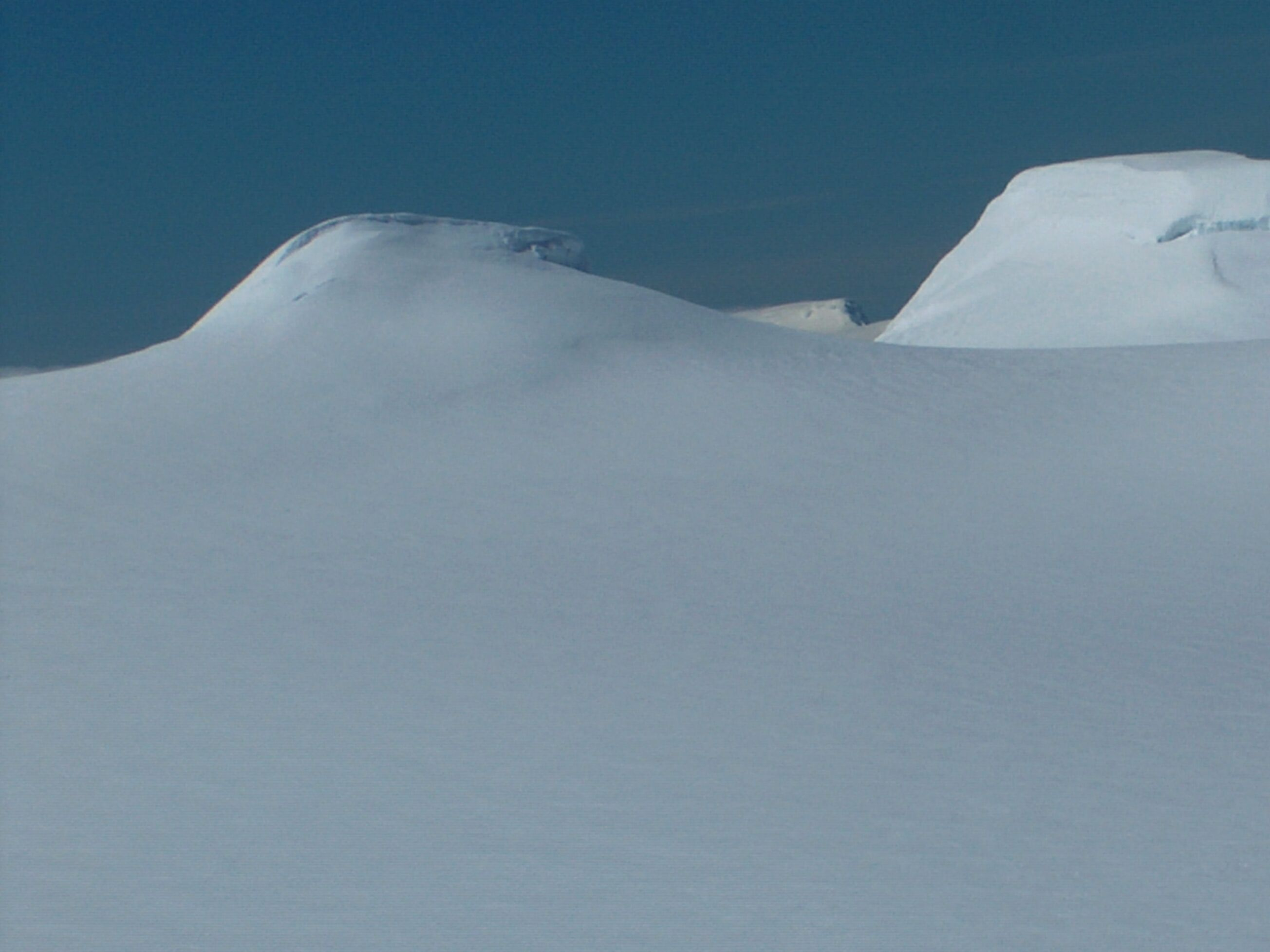

多斯帕特峰是南極洲的山峰，位於南設得蘭群島的利文斯頓島的瓦爾納半島，屬於維丁高地的一部分，海拔高度500米，處於阿托波爾峰以北0.34公里。
62°32′23″S 60°08′45″W / 62.53972°S 60.14583°W

## 外部連結
- Composite Antarctic Gazetteer（页面存档备份，存于）.